# Distretto di Coleraine
Il distretto di Coleraine era una delle suddivisioni amministrative dell'Irlanda del Nord, nel Regno Unito. Fu creato nel 1973. Apparteneva alla contea storica di Antrim.
A partire dal 1º aprile 2015 il distretto di Coleraine è stato unito a quelli di Ballymoney, Limavady e Moyle per costituire il distretto di Causeway Coast e Glens.
Per le elezioni alla Camera dei Comuni del Regno Unito, era rappresentato nel collegio di East Londonderry.